# Mordellistena laterimarginalis
Mordellistena laterimarginalis är en skalbaggsart som beskrevs av Karl Friedrich Ermisch 1956. Mordellistena laterimarginalis ingår i släktet Mordellistena och familjen tornbaggar. Inga underarter finns listade i Catalogue of Life.